# Echiniscus crassispinosus
Echiniscus crassispinosus är en djurart som tillhör fylumet trögkrypare, och som beskrevs av Murray 1907. Echiniscus crassispinosus ingår i släktet Echiniscus och familjen Echiniscidae.

## Underarter
Arten delas in i följande underarter:
- E. c. crassispinosus
- E. c. fasciatus